# 富山県道232号堀岡小杉線
富山県道232号堀岡小杉線（とやまけんどう232ごう ほりおかこすぎせん）は富山県射水市内を通る一般県道である。

## 概要
路線名の「小杉」は、終点付近の旧自治体名（富山県射水郡小杉町）に由来する。

### 路線データ
- 起点：富山県射水市堀岡明神新（富山新港）
- 終点：富山県射水市三ケ一番町（富山県道44号富山高岡線交点）
- 延長：7,903m

## 歴史
- 1960年（昭和35年）4月23日 - 認定[1]

## 地理

### 通過する自治体
- 富山県
射水市

### 交差する道路
- 射水市道（起点：射水市堀岡明神新、富山新港）
- 国道415号（堀岡古明神交差点 - 七美交差点で重複）
- 富山県道235号片口牧野線（片口交差点）
- 国道415号（片口高場交差点）
- 富山県道322号八町大門線（射水市片口久々江 - 射水市津幡江で重複）
- 国道8号（富山高岡バイパス）（射水市稲積）
- 富山県道231号松木鷲塚線（射水市稲積）
- 富山県道204号小杉本江線（射水市戸破茶屋町）
- 富山県道44号富山高岡線（終点：三ケ交差点）

### 沿線
- あいの風とやま鉄道線 小杉駅
- 富山県警察 射水警察署
- 富山県高岡厚生センター 射水支所
- 射水市消防本部 新湊消防署 東部出張所
- 富山福祉短期大学
- 富山県立小杉高等学校
- 射水市立射北中学校
- 射水市立堀岡小学校
- 射水市立片口小学校
- 射水市立小杉小学校
- 富山銀行 小杉支店
- 北陸銀行
  - 小杉支店
  - 新湊支店 堀岡出張所
- 富山信用金庫 射水営業部
- 堀岡郵便局
- 小杉三ケ郵便局
- 高場簡易郵便局
- 北陸電力 富山新港火力発電所
- アイシン軽金属（アイシン子会社）
- 富山大建工業（大建工業関連会社）
- 三協マテリアル 新湊東工場
- 三協立山アルミ
  - 新湊工場
  - 射水工場
- パーカー加工 北陸工場（日本パーカライジング関連会社）
- 燐化学工業
- ヤヨイ化学工業 射水工場
- 立山化成 本社・富山工場
- 新鮮市場ホリタ 射北店
- クスリのアオキ 小杉北店
- アル・プラザ小杉（ショッピングセンター）
- イータウン射水（大型スーパーマーケット）
  - アルビス 大島店
- DCM21 大島店
- ヤマダデンキ テックランド射水店
- ドラッグフジイ 小杉店